# Daniel Castilho
Daniel Lindo de Castilho, mais conhecido como Daniel Castilho (Bauru, 18 de maio de 1964), é um treinador de futebol de salão brasileiro. Formado em Educação Física e Marketing, atualmente é treinador da equipe do Campo Belo / CA Indiano da cidade de São Paulo e da Seleção Brasileira.

## Biografia

### Carreira
Experiência e talento fez de Daniel Castilho um dos treinadores mais respeitado da América do Sul. Único brasileiro a receber o “carnet internacional” para dirigir equipes profissionais na Colômbia; em 2013 foi convidado pela Federação Colombiana de Futebol de Salão para proferir palestra para vários treinadores sul-americanos, na cidade de Bogotá.

### Seleção Brasileira
Em 2011, assumiu o comando da Seleção Brasileira de Futebol de Salão , conquistando importantes vitórias nos Estados Unidos; mas foi nos Jogos Mundiais de Cali, que o treinador conquistou a importante medalha de bronze para o Brasil em 2013.
Em 2015, no XI Campeonato Mundial de Futebol de Salão na Bielorrússia, Daniel Castilho foi o comandante da Seleção Brasileira de Futebol de Salão (CNFS).

## Conquistas

### Títulos

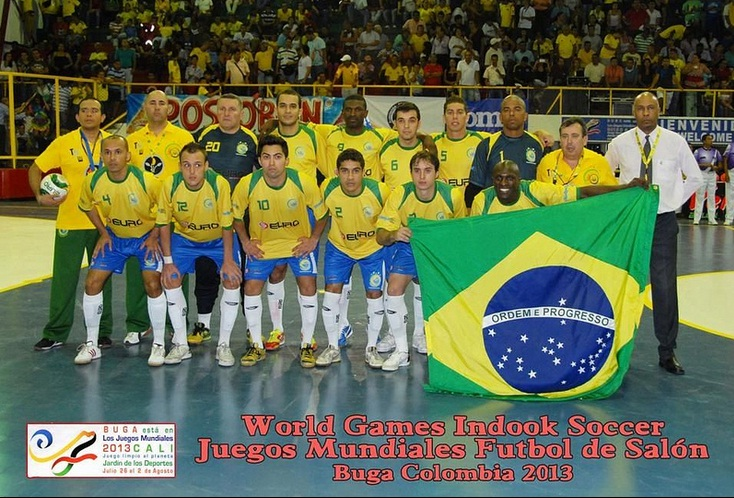
Seleção Brasileira de Futebol de Salão - Medalha de bronze nos Jogos Mundiais em 2013, em pé (a direita), o treinador Daniel Castilho.

- Copa Topper SP - sub-20 -  São Luiz Futsal : 2005
- Jogos da Cidade de São Paulo - feminino -  São Luiz Futsal : 2008 e 2010
- Liga Osasco - principal -  Campo Belo : 2011
- Campeonato Paulista de Futebol de Salão - feminino -  São Luiz Futsal : 2014[5]

Campanha de destaque
vice-campeão
- Copa SportAção - São Luiz Futsal: 2008
- Campeonato Paulista de Futebol de Salão - Campo Belo: 2013
- Copa Kaizen de Futebol de Salão - principal - Campo Belo: 2013
- Campeonato Paulista de Futebol de Salão - Campo Belo/CA Indiano: 2014[6]
- Copa Brasil de Futebol de Salão - principal - Campo Belo: 2015

#### Seleção Brasileira
- IX Jogos Mundiais/The World Games: 2013.   - Medalha de bronze

Campanha de destaque
- Vice-campeão do I Torneio Internacional Profissional de Futebol de Salão (AMF): 2011